# Kościół Narodzenia Najświętszej Maryi Panny w Białej Podlaskiej

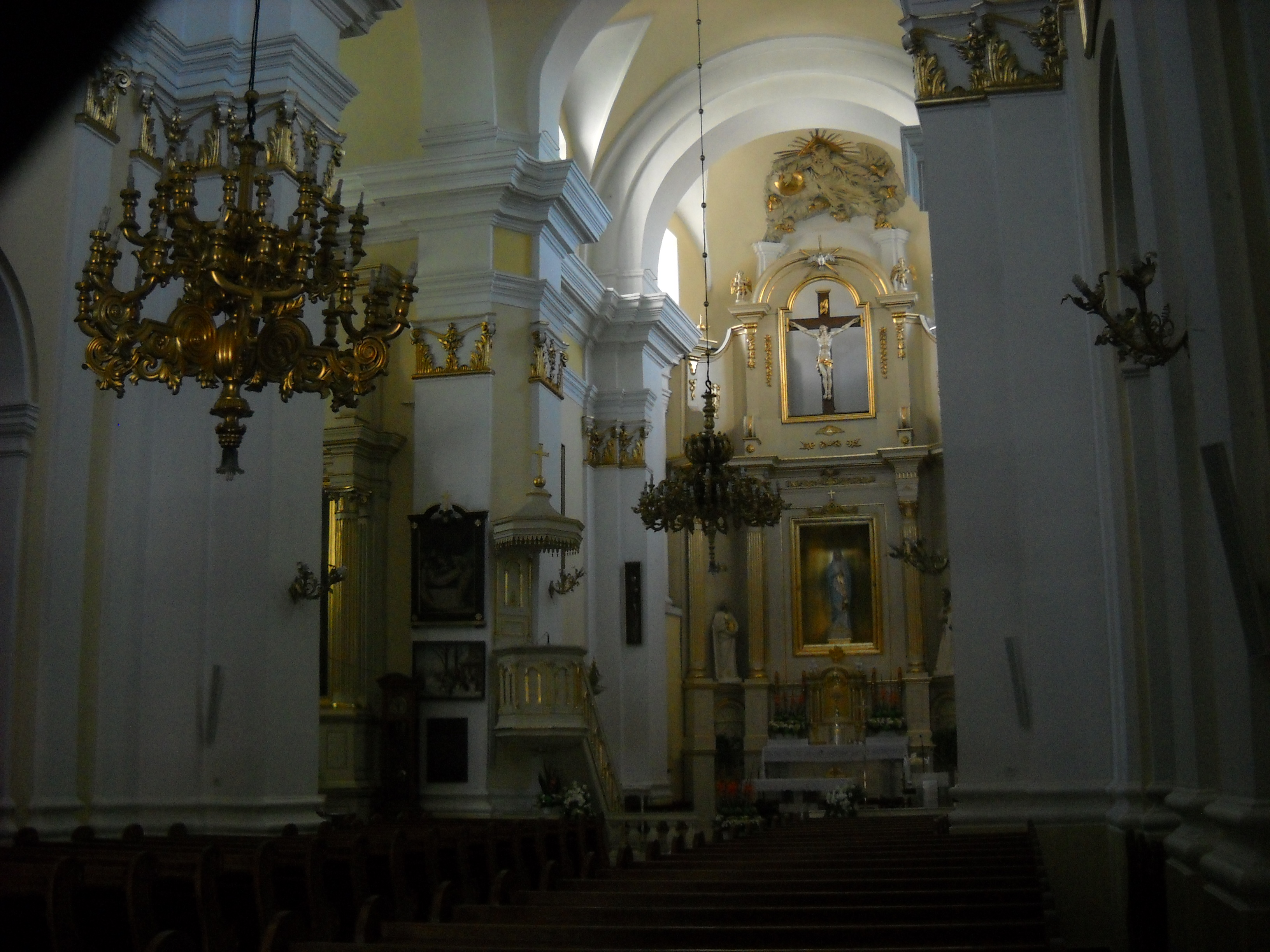
Wnętrze świątyni

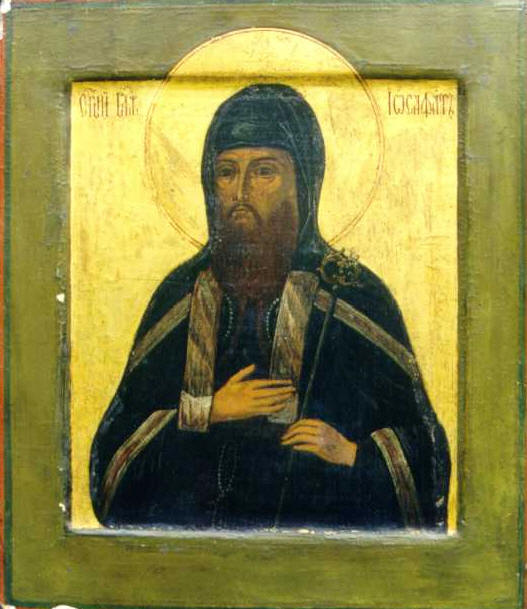
Ikona św. Jozafata Kuncewicza, którego relikwie znajdowały się w kościele w latach 1765-1917

Kościół Narodzenia Najświętszej Maryi Panny w Białej Podlaskiej – późnobarokowa monumentalna, dwuwieżowa świątynia pobazyliańska wybudowana z fundacji Radziwiłłów herbu Trąby w latach 1747-1759. 
Od 1919 roku przy kościele funkcjonuje rzymskokatolicka parafia Narodzenia Najświętszej Maryi Panny.

## Historia

### Fundacja cerkwi i klasztoru bazylianów
Powstanie kościoła związane było z kilkudziesięcioletnim sporem jaki toczył zakon bazylianów z rodem Radziwiłłów o relikwie arcybiskupa połockiego Jozafata Kuncewicza. W 1743 roku zadecydowano po mediacji delegata Stolicy Apostolskiej z obiema stronami konfliktu, że relikwie błogosławionego unickiego pozostaną w Białej Podlaskiej, ale pod warunkiem, że właściciele miasta wybudują sanktuarium, którym opiekować się będzie zakon bazylianów. Klasztor bazyliański powstał na miejscu, gdzie od XVI do XVII w. znajdowała się cerkiew prawosławna.

### Sanktuarium Jozafata Kuncewicza
W latach 1747–1759 na skraju miasta w miejscu kościoła z 1690 roku została wybudowana na planie krzyża łacińskiego monumentalna barokowa cerkiew unicka św. Barbary i klasztor bazyliański, do którego sprowadzono w 1765 roku uroczyście z kaplicy zamku Radziwiłłów
relikwie bł. Jozafata. Od tego czasu datuje się rozwój sanktuarium, do którego z całej Rzeczypospolitej zaczęli ściągać wierni rzymskokatoliccy i greckokatoliccy, aby uczestniczyć w listopadowych odpustach oraz starać się łaski i pocieszenie.

### Cerkiew prawosławna
Klasztor bazyliański w Białej Podlaskiej został skasowany w 1864 roku. Cerkiew unicka działała jako parafialna jeszcze przez jedenaście lat. W okresie tym na polecenie władz carskich przeprowadzono w niej gruntowny remont, podczas którego obiektowi nadano wygląd typowy dla prawosławnych świątyń rosyjskich, usuwając natomiast elementy typowe dla katolicyzmu. Autorem projektu przebudowy obiektu, zakładającej m.in. umieszczenie cebulastych hełmów na dwóch wieżach świątyni, był Wiktor Syczugow. Również w czasie remontu, aby zapobiec pielgrzymkom katolików do kościoła, gdzie znajdowały się relikwie błogosławionego (od 1867 świętego) nakazano je ukryć. Zarządzeniem władz carskich podczas remontu wnętrza świątyni w 1873 roku trumnę z ciałem Jozafata Kuncewicza pochowano w podziemiach cerkwi i zamurowano w jednej z krypt.
Parafia w Białej Podlaskiej była jedną z pierwszych, które podczas narzuconej konwersji unitów chełmskich i podlaskich na prawosławie, przystąpiły do Rosyjskiego Kościoła Prawosławnego. Było to efektem działalności służącego w niej od 1867 ks. Mikołaja Liwczaka, moskalofila. 12/24 stycznia 1875 w bialskiej świątyni odbyła się ceremonia przyjęcia do Kościoła prawosławnego 50 tys. unitów i 26 kapłanów z 45 najbliższych parafii, którą poprowadził arcybiskup warszawski Joannicjusz.
Po kolejnej przebudowie w latach 1888-1890 budynek został powtórnie poświęcony przez prawosławnego biskupa lubelskiego Flawiana 24 lutego 1891, przyjmując wezwanie Narodzenia Matki Bożej. W ceremonii brało udział dwunastu innych kapłanów, zaś asystowali przy niej przedstawiciele rosyjskich władz cywilnych i wojska oraz mniszki z monasteru w Leśnej Podlaskiej na czele z ihumenią Katarzyną. W 1898 świątynię odwiedzali biskup lubelski Tichon oraz arcybiskup chełmski i warszawski Hieronim.

### I wojna światowa
W 1915 roku świątynia została opuszczona przez księży prawosławnych wraz z wycofaniem się z Białej Podlaskiej armii rosyjskiej. Po zajęciu miasta przez żołnierzy niemieckich została zamieniona na ewangelicki kościół garnizonowy. W 1916 roku na zlecenie i pod kierunkiem armii austro-węgierskiej przeprowadzono w kościele badania archeologiczne, których rezultatem było odnalezienie w podziemiach trumny św. Jozafata Kuncewicza.
W 1917 roku podjęto starania przywrócenie świątyni funkcji katolickiego sanktuarium. Nie dały one jednak rezultatu. Decyzją władz okupacyjnych relikwiarz św. Jozafata został wywieziony z Białej Podlaskiej do Wiednia.

### Kościół rzymskokatolicki
W okresie międzywojennym ponownie podjęto starania o przywrócenie świątyni charakteru sanktuarium św. Jozafata i o zwrot relikwii. Znów nie dały one jednak rezultatu. W 1919 roku dawna cerkiew św. Barbary została przekazana Kościołowi rzymskokatolickiemu na kościół parafialny. W związku ze zmianą obrządku i rekonsekracją zmieniono wezwanie świątyni. W miejsce św. Barbary otrzymała ona za patronkę Najświętszą Maryję Pannę.